# Kajak-kenu az 1988. évi nyári olimpiai játékokon
Az 1988. évi nyári olimpiai játékokon a kajak-kenuban tizenkét versenyszámban osztottak érmeket.

## Éremtáblázat
(Magyarország eltérő háttérszínnel, az egyes számoszlopok legmagasabb értéke vagy értékei vastagítással kiemelve.)
| Az 1988. évi nyári olimpiai játékok éremtáblázata kajak-kenuban | Az 1988. évi nyári olimpiai játékok éremtáblázata kajak-kenuban | Az 1988. évi nyári olimpiai játékok éremtáblázata kajak-kenuban | Az 1988. évi nyári olimpiai játékok éremtáblázata kajak-kenuban | Az 1988. évi nyári olimpiai játékok éremtáblázata kajak-kenuban | Olimpia  |
| --------------------------------------------------------------- | --------------------------------------------------------------- | --------------------------------------------------------------- | --------------------------------------------------------------- | --------------------------------------------------------------- | -------- |
|                                                                 | Ország                                                          | Arany                                                           | Ezüst                                                           | Bronz                                                           | Összesen |
| 1.                                                              | NDK (GDR)                                                       | 3                                                               | 4                                                               | 2                                                               | 9        |
| 2                                                               | Szovjetunió (URS)                                               | 3                                                               | 3                                                               | 0                                                               | 6        |
| 3.                                                              | Magyarország (HUN)                                              | 2                                                               | 1                                                               | 1                                                               | 4        |
| 4.                                                              | Egyesült Államok (USA)                                          | 2                                                               | 0                                                               | 0                                                               | 2        |
| 5.                                                              | Bulgária (BUL)                                                  | 1                                                               | 1                                                               | 3                                                               | 5        |
| 6.                                                              | Új-Zéland (NZL)                                                 | 1                                                               | 1                                                               | 1                                                               | 3        |
|                                                                 |                                                                 |                                                                 |                                                                 |                                                                 |          |
| 7.                                                              | Lengyelország (POL)                                             | 0                                                               | 1                                                               | 2                                                               | 3        |
| 8.                                                              | Ausztrália (AUS)                                                | 0                                                               | 1                                                               | 1                                                               | 2        |
|                                                                 |                                                                 |                                                                 |                                                                 |                                                                 |          |
| 9.                                                              | Franciaország (FRA)                                             | 0                                                               | 0                                                               | 1                                                               | 1        |
| 9.                                                              | Hollandia (NED)                                                 | 0                                                               | 0                                                               | 1                                                               | 1        |
|                                                                 |                                                                 |                                                                 |                                                                 |                                                                 |          |
| Összesen                                                        | Összesen                                                        | 12                                                              | 12                                                              | 12                                                              | 36       |

## Érmesek

### Férfiak
| Az 1988. évi nyári olimpiai játékok érmesei férfi kajak-kenuban |                                                                                    |                                                                                                 |                                                                               |
| Versenyszám                                                     | Arany                                                                              | Ezüst                                                                                           | Bronz                                                                         |
| Kajak egyes 500 m                                               | Gyulay Zsolt · Magyarország (HUN)                                                  | Anreas Stähle · NDK (GDR)                                                                       | Paul MacDonald · Új-Zéland (NZL)                                              |
| Kajak kettes 500 m                                              | Új-Zéland (NZL) · Ian Ferguson · Paul MacDonald                                    | Szovjetunió (URS) · Viktor Gyenyiszov · Ihor Nahajev                                            | Magyarország (HUN) · Ábrahám Attila · Csipes Ferenc                           |
| Kajak egyes 1000 m                                              | Greg Barton · Egyesült Államok (USA)                                               | Grant Davies · Ausztrália (AUS)                                                                 | Andreas Wohllebe · NDK (GDR)                                                  |
| Kajak kettes 1000 m                                             | Egyesült Államok (USA) · Greg Barton · Norman Bellingham                           | Új-Zéland (NZL) · Ian Ferguson · Paul MacDonald                                                 | Ausztrália (AUS) · Peter Foster · Kelvin John Graham                          |
| Kajak négyes 1000 m                                             | Magyarország (HUN) · Ábrahám Attila · Csipes Ferenc · Gyulay Zsolt · Hódosi Sándor | Szovjetunió (URS) · Olekszandr Motuzenko · Szerhij Kirszanov · Ihor Nahajev · Viktor Gyenyiszov | NDK (GDR) · Kay Blum · André Wohllebeb · Andreas Stähle · Hans-Jörg Bliesener |
| Kenu egyes 500 m                                                | Olaf Heukrodt · NDK (GDR)                                                          | Mihajlo Szlivinszkij · Szovjetunió (URS)                                                        | Martin Marinov · Bulgária (BUL)                                               |
| Kenu kettes 500 m                                               | Szovjetunió (URS) · Victor Reneischi · Nicolae Juravschi                           | Lengyelország (POL) · Marek Dopierała · Marek Łbik                                              | Franciaország (FRA) · Joël Bettin · Philippe Renaud                           |
| C-1, 1000 m                                                     | Ivans Klementjevs · Szovjetunió (URS)                                              | Jörg Schmidt · NDK (GDR)                                                                        | Nikolaj Buhalov · Bulgária (BUL)                                              |
| Kenu kettes 1000 m                                              | Szovjetunió (URS) · Victor Reneischi · Nicolae Juravschi                           | NDK (GDR) · Olaf Heukrodt · Ingo Spelly                                                         | Lengyelország (POL) · Marek Dopierała · Marek Łbik                            |

### Nők
| Az 1988. évi nyári olimpiai játékok érmesei női kajak-kenuban |                                                                                     |                                                                             |                                                                                        |
| Versenyszám                                                   | Arany                                                                               | Ezüst                                                                       | Bronz                                                                                  |
| Kajak egyes 500 m                                             | Vanya Geseva · Bulgária (BUL)                                                       | Birgit Fischer-Schmidt · NDK (GDR)                                          | Izabela Dylewska · Lengyelország (POL)                                                 |
| Kajak kettes 500 m                                            | NDK (GDR) · Birgit Fischer-Schmidt · Anke Nothnagel                                 | Bulgária (BUL) · Vanya Geseva · Diana Palijszka                             | Hollandia (NED) · Annemarie Cox · Annemiek Derckx                                      |
| Kajak négyes 500 m                                            | NDK (GDR) · Birgit Fischer-Schmidt · Anke von Seck · Ramona Portwich · Heike Singer | Magyarország (HUN) · Géczi Erika · Kőbán Rita · Mészáros Erika · Rakusz Éva | Bulgária (BUL) · Vanya Geseva · Diana Palijszka · Ognyana Petkova · Boriszlava Ivanova |